# Buslijn 31 (Amsterdam)
Buslijn 31 is een buslijn die Amsterdam-Noord verbond met Landelijk Noord en werd geëxploiteerd door het
GVB. Er hebben sinds 1961 vijf buslijnen met het nummer 31 bestaan. De laatste lijn 31, ingesteld op 28 mei 2006, was een afsplitsing van lijn 30 en werd gereden met kleine busjes uit garage Noord.

## Geschiedenis

### Lijn 31 I
De eerste lijn 31 werd op 20 augustus 1961 ingesteld vanuit garage oost en verbond de Nieuwendammerdijk in Noord via de Liergouw en de Schellingwouderdijk en ging over de nieuwe Schellingwouderbrug en reed via de Zuiderzeeweg naar het het Muiderpoortstation. Hiermee kreeg Amsterdam Noord voor het eerst een vaste oeververbinding. De lijn werd gereden met microbusjes in verband met de smalle Schellingwouderdijk. Op 8 februari 1962 werd lijn 31 gesplitst in een grote en een kleine lijn 31. De grote lijn 31, die reed met een grote bus, reed rechtstreeks over de Zuiderzeeweg terwijl op het Zeeburgereiland een kleine lijn 31, die reed met een microbus, in aansluiting op de grote lijn 31 het rondje via Schellingwoude reed.
Op 27 maart 1966 werd de kleine lijn 31 vervangen door lijn 30. Tevens werd de overgebleven lijn 31 verlengd via de IJdoornlaan naar het eindpunt van lijn 32 aan de Dijkmanshuizenstraat. Op 19 november 1966 volgde
een verdere verlenging door de Beemsterstraat en een provisorische weg naar de J.H.van Heekweg. Op 16 februari 1969 werd de lijn door de verlenging van lijn 36 naar het Muiderpoortstation beperkt tot een spitsuurlijn. Op 19 mei 1969 kwam de verhoogde IJdoornlaan in gebruik en werd de lijn verlegd via de J.Drijverweg. Van 24 september 1972 tot 28 mei 1973 werden de ritten echter gereden onder het lijnnummer 36. Sinds 6 januari 1975 verdween het lijnnummer 31 en werden de ritten weer gereden als lijn 36.

### Lijn 31 II
De tweede lijn 31 werd ingesteld op 17 oktober 1977 en verbond het Waterlandplein met het Weesperplein en reed via de route van lijn 33 tot de IJtunnel en vandaar via de Valkenburgerstraat en Weesperstraat naar het Weesperplein. De lijn reed alleen maandag tot en met vrijdag overdag en was bedoeld als directe verbinding tussen de metro (die toen nog op het Weesperplein eindigde) en Amsterdam Noord. In tegenstelling tot lijn 33 bleef de lijn via de gehele Meeuwenlaan rijden.
In 1982 werd lijn 31 beperkt tot een spitsuurlijn omdat de bussen overdag nodig waren voor de nieuwe winkelbuslijnen 36S en 38S en het vervoer overdag gering was. In 1990 werd lijn 31 beperkt tot een spitslijn in één richting. In de ochtendspits vanaf het Waterlandplein en in de middagspits vanaf het Weesperplein.
De leegritten reden in de ochtendspits eerst naar het Centraalstation en vandaar als lijn 32E naar de Hamerstraat. Daarna reed de bus weer leeg naar het Waterlandplein. In de middagspits gebeurde het omgekeerde. Door deze constructie kon het GVB bezuinigen.
In 1993 werd lijn 31 door de opgelegde bezuinigingen geheel opgeheven.

### Lijn 31 III
Op 8 april 1994 werd weer een nieuwe lijn 31 ingesteld nu tussen Molenwijk en Buikslotermeer grotendeels via de route van lijn 38. De lijn was ingesteld ter ontlasting van lijn 38 en bedoeld voor scholieren. Later werd lijn 31 vernummerd in Mover 310 (de naam Mover werd na een prijsvraag onder scholieren de naam van de speciale scholierenlijnen). Na het verdwijnen van de naam Mover werd de lijn vernummerd in lijn 338 en later geheel opgeheven.

### Lijn 31 IV
In mei 2000 werd weer een spitslijn 31 ingesteld, maar ditmaal vanuit garage Zuid. Het betrof de spitsritten van de tot daglijn bevorderde lijn 29. De lijn reed in de ochtendspits van Molenwijk via de Zeeburgertunnel naar de Station Duivendrecht en vandaar naar Amstel III naar de Schepenbergweg. In Noord en Zuidoost reed de lijn om en om met lijn 29. In december 2003 werd de lijn vernummerd in lijn 229 voor de duidelijkheid aan de passagiers dat het een spitsversterking van lijn 29 betrof. Tussen station Duivendrecht en de Schepenbergweg werd om en om gereden met lijn 228 (ex-62). Op 28 mei 2006 werden lijn 228 en 229 opgeheven en gedeeltelijk vervangen door buslijn 244.

### Lijn 31 V
De huidige lijn 31 ontstond op 28 mei 2006 en is de westelijke tak van de gesplitste lijn 30 tussen het Buikslotermeerplein en Zunderdorp. Tot 2012 reed in de avonduren en het weekeinde een lijntaxi. Sindsdien rijdt de lijn alleen maandag tot en met vrijdag overdag. Er wordt met een minibusje gereden in verband met de smalle wegen en bruggen in landelijk noord. De lijn rijdt vanaf het Olof Palmeplein via het Buikslotermeerplein, de IJdoornlaan, de Beemsterstraat en de Zunderdorpergouw naar het Nopeind in Zunderdorp.

#### Belbus
Van 3 februari tot 8 december 2018 vond er een proef plaats met vraaggericht openbaar vervoer in Landelijk Noord waarbij de lijnen 30 en 31 werden vervangen door een belbus onder de naam 'Mokumflex', uitgevoerd door taxibedrijf RMC. In tegenstelling tot de lijnen 30 en 31 wordt ook, op verzoek, gereden in de avonduren en het weekeinde en was het het vervoer gedurende het experiment gratis. In het GVB vervoerplan 2019 stond dat lijn 31 definitief niet zou terugkeren, onafhankelijk van de proef met de belbus, en werd dan ook op 9 december 2018 opgeheven. De proef met het experiment werd echter met een jaar verlengd. Sinds 1 juli 2020 rijdt taxibedrijf Staxi in opdracht van de gemeente Amsterdam het Mokumflex-vervoer.